# Rue du Chalet (Paris)
Ne doit pas être confondu avec Avenue des Chalets ou Avenue des Chalets (Uccle).
Pour les articles homonymes, voir Rue du Chalet.
La rue du Chalet est une voie du 10e arrondissement de Paris, en France.

## Situation et accès
La rue du Chalet est une voie publique située dans le 10e arrondissement de Paris. Elle débute au 25, rue du Buisson-Saint-Louis et se termine au 32, rue Sainte-Marthe. Le passage Hébrard y aboutit.

## Origine du nom
Selon Gustave Pessard, elle a été dénommée « rue du Chalet » probablement parce qu'il y avait une maison bâtie en forme de chalet dans cette rue.

## Historique
Initialement dénommée « passage Saint-Joseph », cette voie a reçu son nom actuel par un arrêté du 1er février 1877. 